# Маттія Налессо
Маттія Налессо (італ. Mattia Nalesso; нар. 13 лютого 1981) — італійський плавець.
Учасник Олімпійських Ігор 2004, 2008 років.